# Ugo Cappellacci
Ugo Cappellacci (Cagliari, 27 novembre 1960) è un politico italiano, presidente della Regione Autonoma Sardegna dal 2009 al 2014 e attualmente deputato per Forza Italia.

## Biografia
Nato a Cagliari, è sposato e ha tre figli. È nipote di Carlo Meloni, uno dei membri della Consulta per la scrittura dello Statuto autonomo della Sardegna.
Dopo la maturità scientifica ha conseguito la laurea in Economia e Commercio all'Università degli Studi di Cagliari con la votazione di 110/110 con lode. In seguito, si è specializzato per l'esercizio della professione di commercialista presso l'Università commerciale Luigi Bocconi di Milano e la LUISS Guido Carli di Roma. Svolge la professione di commercialista nello studio di famiglia, è iscritto anche all'elenco dei revisori contabili e all'albo dei consulenti tecnici del Tribunale di Cagliari. Dal 2001 al 2003 è stato presidente della Sardinia Gold Mining.

## Attività politica

### Gli inizi
Dal 2003 al 2004 è stato assessore alla Programmazione e al Bilancio della Regione Sardegna nella giunta di centro-destra presieduta da Italo Masala. Dal 2004 al 2008 ha ricoperto la stessa funzione presso il comune di Cagliari nelle giunte di centrodestra presiedute da Emilio Floris.
Nel gennaio 2008 è eletto all'unanimità coordinatore di Forza Italia per la provincia di Cagliari, nell'agosto dello stesso anno è stato nominato coordinatore regionale, rimanendo in carica sino all'elezione a presidente della regione l'anno successivo.

### Presidente della Regione Sardegna
Alle elezioni regionali in Sardegna del 2009 viene candidato a presidente della Regione Sardegna per il Popolo della Libertà, venendo eletto con il 51,88% (502.084 voti), superando il presidente uscente di centrosinistra Renato Soru (42,94%). È stato componente dell'Ufficio di presidenza della Conferenza delle regioni e delle province autonome, nonché membro titolare del Consiglio nazionale dell'AICCRE (Associazione italiana dei comuni, delle province, delle regioni e della altre comunità locali) e del Comitato europeo delle regioni, in cui è stato membro titolare del Bureau di Presidenza, della Commissione CIVEX (Commission for citizenship, governance, institutional and external affaires) e della Commissione ENVE (Commission for the environment, climate change and energy), della quale è stato vice presidente dal 2010 al 2015.
Il 16 novembre 2013, con la sospensione delle attività del Popolo della Libertà, aderisce alla rinascita di Forza Italia di Silvio Berlusconi.
Alle elezioni regionali in Sardegna del 2014 si è ricandidato per un secondo mandato alla presidenza della Regione, sostenuto da una coalizione di centro-destra formata, oltreché da Forza Italia, dall'Unione di Centro, Riformatori Sardi, Partito Sardo d'Azione, Fratelli d'Italia - Centrodestra Nazionale, Unione dei Sardi e "Zona Franca - Lista Randaccio". Alla tornata elettorale Cappellacci viene sconfitto per una manciata di voti, ottenendo il 39,57% rispetto al 42,47% del candidato del centro-sinistra Francesco Pigliaru. Viene comunque eletto consigliere regionale della Sardegna in quanto candidato presidente secondo classificato.
Il 24 aprile 2015 viene nominato coordinatore regionale di Forza Italia in Sardegna.

### Elezione a deputato
Alle elezioni politiche del 2018 viene candidato alla Camera dei deputati nel collegio uninominale Sardegna - 01 (Cagliari), sostenuto dalla coalizione di centro-destra in quota forzista, ottenendo il 32,63% dei voti e venendo superato da Andrea Mura del Movimento 5 Stelle (38,43%), e da capolista di Forza Italia nel collegio plurinominale Sardegna - 01, venendo eletto. Durante la XVIII Legislatura è membro della Commissione Affari Esteri, della quale è eletto segretario.
Il 18 luglio 2018 ufficializza le dimissioni da coordinatore regionale del partito, affermando: “Quando un partito diventa incapace di generare nuova classe dirigente, è un’entità destinata a morire. Faccio per questo, con un comportamento coerente, un passo di lato perché è giusto favorire il ricambio”.

### Presidente della Commissione Affari sociali
Alle elezioni politiche del 2022 viene ricandidato alla Camera nel collegio uninominale Sardegna - 01 (Cagliari) per il centro-destra, oltreché in terza posizione nelle liste di Forza Italia nel collegio plurinominale Sardegna - 01. Viene eletto all'uninominale con il 38,11% davanti ad Andrea Frailis del centrosinistra (28,55%) e a Mauro Congia del Movimento 5 Stelle (21,28%).

## Procedimenti giudiziari

### Caso Cisi-Fideuram
È stato indagato insieme al presidente della Regione Italo Masala nel processo Cisi, costola della più importante maxi-inchiesta Fideuram sulla truffa agli enti regionali. Secondo l'accusa, avrebbe firmato tre decreti assessoriali del maggio e giugno 2004 (alla vigilia del voto) con i quali autorizzava il pagamento di emolumenti ad alcuni membri del consiglio d'amministrazione del Cisi come compenso per prestazioni che non sarebbero state mai svolte. Viene prosciolto perché il fatto non costituisce reato.

### Appalti dell'energia eolica e P3
Il 15 maggio 2010 viene divulgata la notizia dell'indagine per presunta corruzione nell'aggiudicazione degli appalti dell'energia eolica sull'isola, nell'ambito della quale nel luglio 2010 viene arrestato a Roma l'imprenditore Flavio Carboni, coinvolto anche nell'inchiesta P3 insieme al geometra Pasquale Lombardi, già esponente della Democrazia Cristiana ed ex sindaco di Cervinara, e all'imprenditore Arcangelo Martino, ex assessore comunale di Napoli, arrestati con l'accusa di presunte pressioni su componenti dell'ordine giudiziario per orientare sentenze e agevolare nomine.
Il 16 luglio 2010 Cappellacci viene ascoltato dai p.m. romani, che lo accusano di corruzione e violazione del segreto d'ufficio. Il 18 novembre 2013 la Procura di Roma ottiene il rinvio a giudizio per abuso d'ufficio, ma mai è stata contestata l'appartenenza alla cosiddetta loggia P3. Mentre per gli altri imputati il 16 marzo 2018 arrivano le condanne in primo grado, per Cappellacci scatta la prescrizione

### Crac di Carloforte
Il 15 giugno 2012 viene richiesto il rinvio a giudizio nell'inchiesta sul crac della municipalizzata di Carloforte con l'accusa di bancarotta per una società fallita nel 2010, di cui era presidente del consiglio di amministrazione, con un passivo accertato di circa due milioni di euro. In particolare, è accusato di aver consapevolmente approvato bilanci nei quali venivano occultate le pesanti e crescenti perdite e sulla base dei quali il comune di Carloforte acquistò quote della società che in realtà non valevano nulla. Il 13 gennaio 2014 viene assolto con formula piena dall'accusa di bancarotta.

### Crac Sept Italia
L'8 marzo 2013 la Procura di Cagliari sollecita il rinvio a giudizio del governatore per l'inchiesta relativa al crac milionario della Sept Italia, azienda specializzata nella produzione di vernici, della quale Cappellacci era membro del consiglio di amministrazione, con l'accusa di bancarotta per dissipazione e documentale. Il 28 settembre 2016 viene condannato in primo grado a 2 anni e sei mesi dalla seconda sezione penale del tribunale di Cagliari. Il 14 dicembre del 2021 Cappellacci è stato assolto dalla Corte d'Appello di Cagliari perché il fatto non sussiste.

### Corruzione
A marzo 2018, appena eletto deputato, viene indagato per corruzione, con l'accusa di aver ricevuto una tangente da 80.000 euro nel 2013 per l'erogazione un finanziamento pubblico di 750.000 euro alla società Fm Fabbricazioni metalliche, venendo rinviato a giudizio l'11 febbraio 2022.

## Opere
- Autonomia e libertà. Dieci idee per la Sardegna e l'Italia, Rizzoli, 2022, ISBN 9788817163910